# Wilhelm Eilert Schmid
Wilhelm Eilert Schmid (auch Wilhelm Eberhard) (* 6. Mai 1791 in Quakenbrück; † 4. Oktober 1856 in Wilhelmslust bei Loga) war Orgelbauer, der in Ostfriesland wirkte. 

## Leben
Wilhelm Eilert Schmid entstammte einer Orgelbaufamilie, die den Organisten Gerhard Diederich Gerdes Schmid († 1776) aus Pewsum zum Stammvater hatte. Die verschiedenen Linien der Familie waren teils über mehrere Generationen vor allem in Ostfriesland, im Oldenburger Land und im Osnabrücker Land tätig. Nachweislich ab 1775 (Neermoor) sind von seinem Enkel Ihno Eylard II. Arbeiten an Orgeln bezeugt. Dessen Sohn Anton Franz war der Vater von Wilhelm Eilert. Anton Franz (1765–1846) zog 1790 nach Quakenbrück, wo Wilhelm Eilert geboren wurde. Begründer der Oldenburger Linie war Gerhard Janssen Schmid, der zweite Sohn von Ihno Eylard II. Wilhelm Eilert kehrte aber wieder nach Ostfriesland zurück und heiratete am 11. Februar 1816 Catrina Magdalena Krieger, die Tochter eines Silberschmieds aus Leer. Später wohnte Wilhelm Eilert in Wilhelmslust, wo er im Alter von 65 Jahren starb. Ähnlich wie die Familie von Gerd Sieben Janssen schloss Familie Schmid an die hoch entwickelte Orgelbaukultur Ostfrieslands aus dem 18. Jahrhundert an, konnte aber trotz beachtlicher Orgelneubauten dieses Niveau nicht mehr halten. Die Orgel in Detern ist eine der größten einmanualigen Orgeln in Ostfriesland und ebenso wie die Orgel in Wiegboldsbur noch zum größten Teil original bewahrt. Klanglich charakteristisch sind zarte Register wie Viola di Gamba und Traversflöte, die noch original erhalten sind.

## Werk
Folgende Neubauten Schmids sind bezeugt, von denen noch einige erhalten sind. Die Größe der Instrumente wird in der fünften Spalte durch die Anzahl der Manuale und die Anzahl der klingenden Register in der sechsten Spalte angezeigt. Ein großes „P“ steht für ein selbstständiges Pedal, ein kleines „p“ für ein angehängtes Pedal.
| Jahr      | Ort          | Kirche                              | Bild | Manuale | Register | Bemerkungen                                                                     |
| --------- | ------------ | ----------------------------------- | ---- | ------- | -------- | ------------------------------------------------------------------------------- |
| 1818–1819 | Wiegboldsbur | Wibadi-Kirche                       |      | I/p     | 8        | 1983–85 von Gebr. Hillebrand restauriert                                        |
| 1819–1820 | Detern       | St.-Stephani-und-Bartholomäi-Kirche |      | I/p     | 12       | 2002 von Martin ter Haseborg restauriert                                        |
| 1821–1822 | Ditzum       | Ditzumer Kirche                     |      | II/P    | 19       | 1965 durch Neubau von Karl Schuke als Ersatz für 1945 zerstörte Orgel ersetzt   |
| 1822–1823 | Völlen       | Peter-und-Paul-Kirche               |      | I/P     | 7        | 1869 Umbau durch Gerd Sieben Janssen, 1969–70 Restaurierung durch Alfred Führer |
| 1825–1826 | Leer         | Mennonitenkirche                    |      | I/P     | 9        | 1860 Pfeifeninnenwerk an eine Schule in Leer verkauft; Prospekt erhalten        |
| 1834–1835 | Neuburg      | Neuburger Kirche                    |      | I/p     | 6        | teils Umbau, 1883 durch Neubau von Folkert Becker ersetzt                       |